# Santiago Morandi
Santiago Morandi Vidal (Montevideo, 6 de abril de 1984) es un futbolista uruguayo que juega de portero. Tiene una amplia trayectoria por diferentes países, entre ellos Uruguay, Brasil, Guatemala, México y Chile.
Actualmente juega en el Central Español de la Segunda División de Uruguay.

## Clubes
| Club                    | País      | Año             |
| ----------------------- | --------- | --------------- |
| Central Español         | Uruguay   | 2004 - 2007     |
| Progreso                | Uruguay   | 2007 - 2008     |
| Flamengo de Guarulhos   | Brasil    | 2009            |
| Democrata (GV)          | Brasil    | 2009            |
| Suchitepéquez           | Guatemala | 2010 - 2012     |
| Heredia                 | Guatemala | 2012            |
| Estudiantes de Altamira | México    | 2013            |
| Municipal               | Guatemala | 2013 - 2014     |
| Rentistas               | Uruguay   | 2015            |
| Ñublense                | Chile     | 2015 - 2016     |
| San Marcos de Arica     | Chile     | 2016 - 2017     |
| Deportes Melipilla      | Chile     | 2018            |
| Villa Teresa            | Uruguay   | 2019            |
| Central Español         | Uruguay   | 2020 - presente |